# Улица Ротмистрова (Москва)
Улица Ро́тмистрова — улица на северо-западе Москвы в районе Щукино Северо-Западного административного округа от улицы Расплетина до улицы Берзарина.

## Происхождение названия
Проектируемые проезды № 1290а и 1291 получили название улица Ротмистрова в июне 2021 года в память о Герое Советского Союза, главном маршале бронетанковых войск Павле Ротмистрове (1901—1982).

## Описание
Улица начинается от улица Расплетина, проходит на запад до улицы Берзарина. Улица прерывается в середине.